# Temporada 1997-98 de los Phoenix Suns
La temporada 1997-98 fue la trigésima de los Phoenix Suns en la NBA. La temporada regular acabó con 56 victorias y 26 derrotas, ocupando el cuarto puesto de la Conferencia Oeste, clasificándose para los playoffs en los que cayeron en primera ronda ante los San Antonio Spurs.

## Elecciones en elDraft
| Ronda | Puesto | Jugador         | Posición | Nacionalidad   | Universidad/Club         |
| ----- | ------ | --------------- | -------- | -------------- | ------------------------ |
| 2     | 43     | Stephen Jackson | Alero    | Estados Unidos | Butler Community College |

## Temporada regular
| División Pacífico        | División Pacífico | División Pacífico | División Pacífico | División Pacífico | División Pacífico | División Pacífico | División Pacífico | División Pacífico |
| Equipo                   | G                 | P                 | %                 | PD                | Casa              | Fuera             | Div               |                   |
| ------------------------ | ----------------- | ----------------- | ----------------- | ----------------- | ----------------- | ----------------- | ----------------- | ----------------- |
| y-Seattle SuperSonics    | 61                | 21                | .744              | –                 | 35–6              | 26–15             | 19–5              |                   |
| x-Los Angeles Lakers     | 61                | 21                | .744              | –                 | 33–8              | 28–13             | 16–8              |                   |
| x-Phoenix Suns           | 56                | 26                | .683              | 5                 | 30–11             | 26–15             | 17–7              |                   |
| x-Portland Trail Blazers | 46                | 36                | .561              | 15                | 26–15             | 20–21             | 14–10             |                   |
| Sacramento Kings         | 27                | 55                | .329              | 34                | 21–20             | 6–35              | 6–18              |                   |
| Golden State Warriors    | 19                | 63                | .232              | 42                | 12–29             | 7–34              | 6–18              |                   |
| Los Angeles Clippers     | 17                | 65                | .207              | 44                | 11–30             | 6–35              | 6–18              |                   |

## Playoffs

### Primera ronda
Phoenix Suns  vs. San Antonio Spurs
| Fecha       | Partido                                 | Ciudad      |
| ----------- | --------------------------------------- | ----------- |
| 23 de abril | Phoenix Suns 96, San Antonio Spurs 102  | Phoenix     |
| 25 de abril | Phoenix Suns 108, San Antonio Spurs 101 | Phoenix     |
| 27 de abril | San Antonio Spurs 100, Phoenix Suns 88  | San Antonio |
| 29 de abril | San Antonio Spurs 99, Phoenix Suns 80   | San Antonio |
|             | San Antonio Spurs gana las series 3-1   |             |

## Estadísticas

### Temporada regular
| Rk | Jugador           | Edad | Pos. | P  | PT | MP   | TC  | TCI  | %TC  | T3  | T3I | %T3  | TL  | TLI | %TL  | RO  | RD  | RT  | AS  | RB  | TAP | BP  | FP  | PTS  |
| -- | ----------------- | ---- | ---- | -- | -- | ---- | --- | ---- | ---- | --- | --- | ---- | --- | --- | ---- | --- | --- | --- | --- | --- | --- | --- | --- | ---- |
| 1  | Jason Kidd        | 24   | PG   | 82 | 82 | 38.0 | 4.4 | 10.5 | .416 | 0.9 | 2.8 | .313 | 2.0 | 2.5 | .799 | 1.3 | 4.9 | 6.2 | 9.1 | 2.0 | 0.3 | 3.2 | 1.7 | 11.6 |
| 2  | Rex Chapman       | 30   | SG   | 68 | 67 | 33.3 | 6.0 | 14.1 | .427 | 1.8 | 4.6 | .386 | 2.1 | 2.8 | .781 | 0.4 | 2.1 | 2.5 | 3.0 | 1.0 | 0.2 | 1.7 | 1.5 | 15.9 |
| 3  | Antonio McDyess   | 23   | PF   | 81 | 81 | 30.1 | 6.1 | 11.4 | .536 | 0.0 | 0.0 | .000 | 2.9 | 4.1 | .702 | 2.5 | 5.0 | 7.6 | 1.3 | 1.2 | 1.7 | 1.8 | 3.6 | 15.1 |
| 4  | Clifford Robinson | 31   | SF   | 80 | 64 | 29.5 | 5.4 | 11.2 | .479 | 0.3 | 1.1 | .321 | 3.1 | 4.5 | .689 | 1.9 | 3.2 | 5.1 | 2.1 | 1.2 | 1.1 | 1.8 | 3.1 | 14.2 |
| 5  | Kevin Johnson     | 31   | PG   | 50 | 12 | 25.8 | 3.1 | 6.9  | .447 | 0.1 | 0.5 | .154 | 3.2 | 3.7 | .871 | 0.7 | 2.6 | 3.3 | 4.9 | 0.5 | 0.2 | 2.0 | 1.1 | 9.5  |
| 6  | Danny Manning     | 31   | PF   | 70 | 11 | 25.6 | 5.6 | 10.8 | .516 | 0.0 | 0.1 | .000 | 2.4 | 3.2 | .739 | 1.6 | 4.0 | 5.6 | 2.0 | 1.0 | 0.7 | 1.4 | 2.9 | 13.5 |
| 7  | Steve Nash        | 23   | PG   | 76 | 9  | 21.9 | 3.5 | 7.7  | .459 | 1.1 | 2.6 | .415 | 1.0 | 1.1 | .860 | 0.4 | 1.7 | 2.1 | 3.4 | 0.8 | 0.1 | 1.3 | 1.9 | 9.1  |
| 8  | George McCloud    | 30   | SF   | 63 | 13 | 19.3 | 2.7 | 6.8  | .405 | 1.1 | 3.3 | .341 | 0.6 | 0.8 | .765 | 0.7 | 2.7 | 3.5 | 1.3 | 0.9 | 0.2 | 1.0 | 2.1 | 7.2  |
| 9  | Hot Rod Williams  | 35   | C    | 71 | 30 | 18.8 | 1.3 | 2.8  | .470 | 0.0 | 0.0 |      | 0.9 | 1.3 | .699 | 1.5 | 2.9 | 4.4 | 0.7 | 0.5 | 0.8 | 0.4 | 1.9 | 3.6  |
| 10 | Cedric Ceballos   | 28   | SF   | 35 | 16 | 17.9 | 3.7 | 7.4  | .500 | 0.4 | 1.4 | .300 | 1.7 | 2.4 | .714 | 1.5 | 2.8 | 4.3 | 1.0 | 0.6 | 0.2 | 1.1 | 1.7 | 9.5  |
| 11 | Dennis Scott      | 29   | SF   | 29 | 3  | 17.0 | 2.4 | 5.6  | .438 | 1.1 | 2.4 | .449 | 0.3 | 0.4 | .667 | 0.3 | 1.4 | 1.7 | 0.8 | 0.3 | 0.2 | 0.4 | 1.1 | 6.2  |
| 12 | Mark Bryant       | 32   | C    | 70 | 22 | 15.9 | 1.6 | 3.2  | .484 | 0.0 | 0.0 | .000 | 1.0 | 1.4 | .768 | 1.3 | 2.2 | 3.5 | 0.7 | 0.5 | 0.2 | 0.8 | 2.6 | 4.2  |
| 13 | Horacio Llamas    | 24   | C    | 8  | 0  | 5.3  | 1.0 | 2.6  | .381 | 0.1 | 0.4 | .333 | 0.9 | 1.3 | .700 | 0.5 | 1.8 | 2.3 | 0.1 | 0.1 | 0.4 | 1.1 | 1.8 | 3.0  |
| 14 | Marko Milič       | 20   | SF   | 33 | 0  | 4.9  | 1.2 | 1.9  | .609 | 0.1 | 0.2 | .500 | 0.3 | 0.5 | .647 | 0.3 | 0.5 | 0.8 | 0.4 | 0.3 | 0.0 | 0.6 | 0.5 | 2.8  |
| 15 | Brooks Thompson   | 27   | PG   | 13 | 0  | 3.5  | 0.8 | 2.1  | .370 | 0.4 | 1.2 | .313 | 0.1 | 0.2 | .333 | 0.1 | 0.3 | 0.4 | 0.2 | 0.3 | 0.0 | 0.4 | 0.5 | 2.0  |

### Playoffs
| Rk | Jugador           | Edad | Pos. | P | PT | MP   | TC  | TCI  | %TC  | T3  | T3I | %T3  | TL  | TLI | %TL  | RO  | RD  | RT   | AS  | RB  | TAP | BP  | FP  | PTS  |
| -- | ----------------- | ---- | ---- | - | -- | ---- | --- | ---- | ---- | --- | --- | ---- | --- | --- | ---- | --- | --- | ---- | --- | --- | --- | --- | --- | ---- |
| 1  | Jason Kidd        | 24   | PG   | 4 | 4  | 42.8 | 5.5 | 14.5 | .379 | 0.0 | 1.8 | .000 | 3.3 | 4.0 | .813 | 1.3 | 4.5 | 5.8  | 7.8 | 4.0 | 0.5 | 3.0 | 3.3 | 14.3 |
| 2  | Antonio McDyess   | 23   | PF   | 4 | 4  | 36.8 | 7.8 | 16.3 | .477 | 0.0 | 0.0 |      | 2.3 | 3.5 | .643 | 4.5 | 8.8 | 13.3 | 1.0 | 0.5 | 1.5 | 1.3 | 3.0 | 17.8 |
| 3  | George McCloud    | 30   | SF   | 4 | 3  | 31.5 | 5.3 | 10.3 | .512 | 3.0 | 5.3 | .571 | 0.8 | 1.0 | .750 | 0.5 | 4.3 | 4.8  | 2.0 | 0.3 | 0.3 | 1.5 | 3.8 | 14.3 |
| 4  | Kevin Johnson     | 31   | PG   | 4 | 1  | 30.5 | 5.8 | 10.5 | .548 | 0.3 | 1.0 | .250 | 2.0 | 3.0 | .667 | 0.5 | 1.8 | 2.3  | 4.8 | 0.5 | 0.3 | 1.5 | 1.5 | 13.8 |
| 5  | Rex Chapman       | 30   | SG   | 2 | 2  | 29.0 | 3.0 | 11.5 | .261 | 0.0 | 2.5 | .000 | 3.0 | 3.5 | .857 | 0.0 | 0.0 | 0.0  | 2.0 | 1.0 | 0.0 | 1.0 | 0.5 | 9.0  |
| 6  | Mark Bryant       | 32   | C    | 4 | 1  | 23.3 | 4.3 | 8.5  | .500 | 0.0 | 0.0 |      | 1.5 | 3.0 | .500 | 2.3 | 3.5 | 5.8  | 0.3 | 1.0 | 0.5 | 0.8 | 4.0 | 10.0 |
| 7  | Clifford Robinson | 31   | SF   | 4 | 4  | 23.0 | 2.3 | 8.3  | .273 | 0.0 | 0.3 | .000 | 1.8 | 2.3 | .778 | 1.5 | 1.5 | 3.0  | 0.8 | 0.8 | 0.5 | 1.3 | 4.8 | 6.3  |
| 8  | Dennis Scott      | 29   | SF   | 4 | 0  | 15.5 | 1.8 | 4.3  | .412 | 0.8 | 2.0 | .375 | 0.0 | 0.0 |      | 0.5 | 1.5 | 2.0  | 0.3 | 0.3 | 0.0 | 0.5 | 0.5 | 4.3  |
| 9  | Steve Nash        | 23   | PG   | 4 | 1  | 12.8 | 2.0 | 4.5  | .444 | 0.3 | 1.3 | .200 | 1.3 | 2.0 | .625 | 0.5 | 2.0 | 2.5  | 1.8 | 0.5 | 0.0 | 0.8 | 1.8 | 5.5  |
| 10 | Hot Rod Williams  | 35   | C    | 3 | 0  | 11.0 | 0.7 | 2.3  | .286 | 0.0 | 0.0 |      | 0.7 | 1.0 | .667 | 0.7 | 0.7 | 1.3  | 0.3 | 0.0 | 0.7 | 0.0 | 2.7 | 2.0  |
| 11 | Marko Milič       | 20   | SF   | 2 | 0  | 2.0  | 1.0 | 1.5  | .667 | 0.0 | 0.0 |      | 0.0 | 0.0 |      | 0.0 | 0.5 | 0.5  | 0.0 | 0.5 | 0.0 | 0.0 | 0.5 | 2.0  |
| 12 | Mike Brown        | 34   |      | 1 | 0  | 1.0  | 0.0 | 0.0  |      | 0.0 | 0.0 |      | 0.0 | 0.0 |      | 0.0 | 0.0 | 0.0  | 0.0 | 0.0 | 0.0 | 0.0 | 0.0 | 0.0  |

## Galardones y récords
| Jugador    | Galardón |
| Jason Kidd | All-Star |